# الفحص النافي للجهالة
الفحص النافي للجهالة أو العناية الواجبة (بالإنجليزية: Due diligence)‏ هي عملية تحقق أو فحص من المتوقع أن يقوم بها شخص قبل الدخول في اتفاق أو عقد مع طرف آخر، أو فعل مع معيار معين من الرعاية. بمعنى أنها درجة الرعاية التي شخص عادي ومعقول من عادته، أو في ظل ظروف مماثلة للوضع المعني، أن يمارسها اتجاه ممتلكاته. يستخدم مفهوم العناية الواجبة كاختبار للمسؤولية عن الإهمال. كما يدعى الرعاية العادية أو العناية المعقولة.
يمكن أن يكون التزامًا قانونيًا، لكن المصطلح ينطبق بشكل أكثر شيوعًا على التحقيقات الطوعية. من الأمثلة الشائعة للعناية الواجبة في مختلف الصناعات العملية التي يتم من خلالها تقييم المقتني المحتمل للشركة المستهدفة أو أصولها لعملية الاستحواذ. ترى النظرية التي تكمن وراء بذل العناية الواجبة أن أداء هذا النوع من التحقيق يساهم بشكل كبير في اتخاذ القرارات المستنيرة من خلال تعزيز كمية ونوعية المعلومات المتاحة لصانعي القرار وضمان استخدام هذه المعلومات بشكل منهجي للتداول بطريقة انعكاسية بشأن القرار في متناول اليد وجميع التكاليف والفوائد والمخاطر.